# Kyōto Gosho

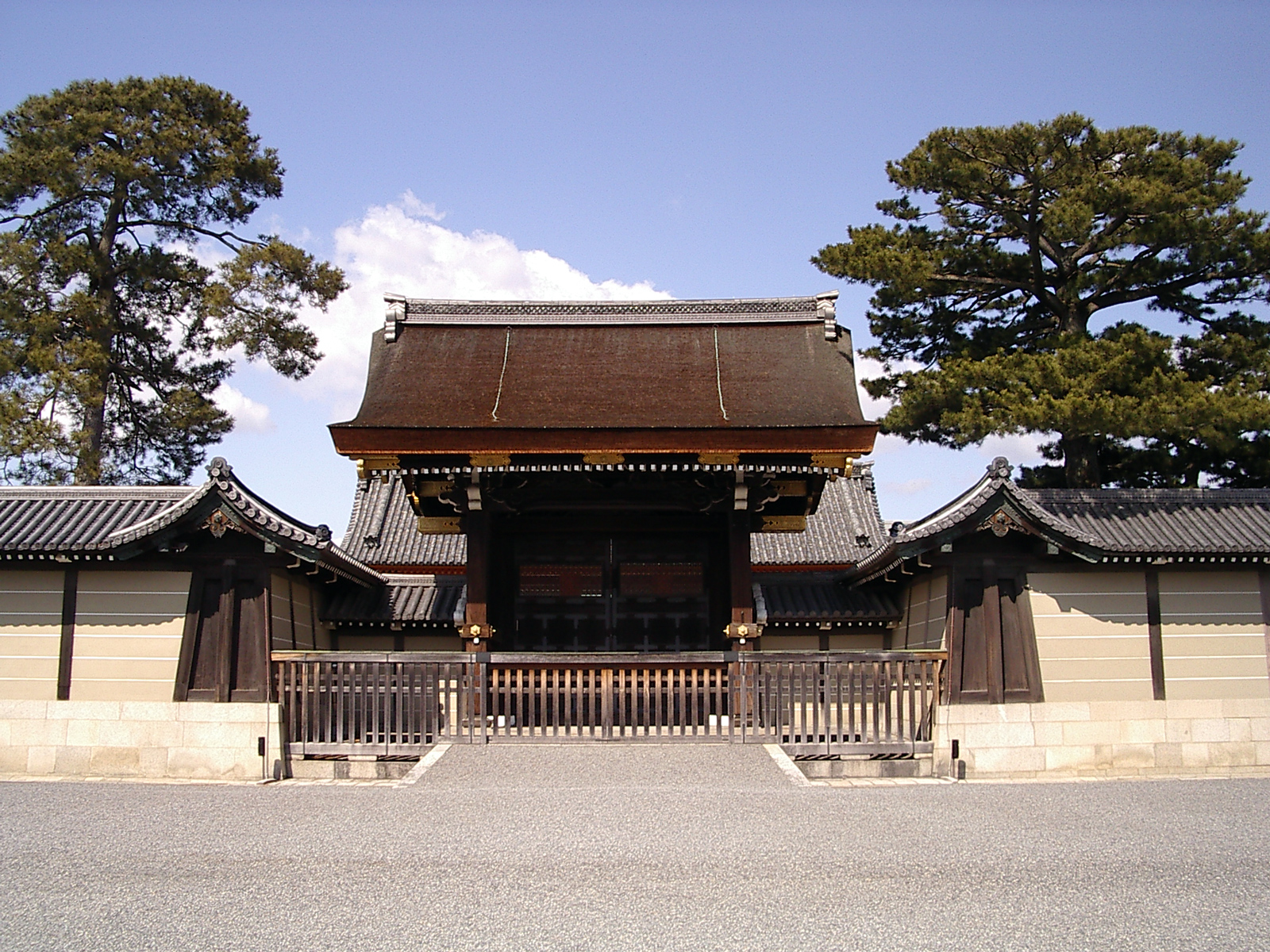
O Kenrei-mon (建礼門), um dos portões de entrada no Kyōto Gosho.

O Kyōto Gosho (京都御所), ou Palácio de Kyoto, foi um Palácio Imperial do Japão durante o Período Edo. Actualmente os seus terrenos encontram-se abertos ao público e a Agência da Casa Imperial acolhe visitas turísticas aos edifícios várias vezes ao dia.
Kyōto Gosho foi o último dos palácios Imperiais construído neste sítio (ou nas suas proximidades) da parte nordeste da velha capital, Heiankyo (actual Quioto), depois do abandono do Palácio Heian 大内裏 (daidairi), o grande palácio original que se encontrava a oeste do actual Kyōto Gosho durante o Período Heian.
O palácio perdeu muitas das suas funções na época da Restauração Meiji, quando a capital foi mudada para Tóquio, em 1869. No entanto, os Imperadores Taisho e Showa ainda tiveram as suas cerimónias de coroação no Kyōto Gosho.

## Edifícios e jardins
O palácio fica situado no Kyōto Gyoen (京都御苑), uma cerca rectangular com um comprimento de 1,3 km no seu eixo norte-sul e 0,7 km no eixo este-oeste, o qual também contém os jardins de outro antigo palácio, o Sento-gosho. O Gyoen data do início do Período Edo, quando as residências dos nobres da corte alta foram agrupadas juntamente com o Palácio Imperial e a área murada. Quando a capital se mudou para Tóquio, as residências dos nobres da corte foram demolidas. Actualmente, a maior parte do Kyōto Gyoen tornou-se num parque aberto ao público.
O Palácio Imperial tem estado oficialmente localizado nesta área desde o abandono definitivo do Daidairi, no século XII. No entanto, desde muito antes, a residência "de facto" do Imperador era frequentemente não no Dairi (内裏) do palácio original do Período Heian, mas numa das residências temporárias (里内裏, sato-dairi) nesta parte da cidade, muitas vezes franqueadas ao Imperador pelas poderosas famílias nobres. O actual palácio é um sucessor directo - depois de manobras de reconstrução - de um destes palácios sato-dairi, o Tsuchimikadodono (土御門殿) do clã Fujiwara. O palácio, tal como muitos dos mais antigos e importantes edifícios do Japão, foi destruído pelo fogo e reconstruído muitas vezes ao longo da sua história. Neste caso conreto, foi destruído e reconstruído oito vezes, seis delas durante os 250 anos de paz do Período Edo. A versão que se ergue actualmente foi concluída em 1855, numa tentativa de reproduzir a arquitectura e o estilo do Palácio Heian durante o Período Heian.

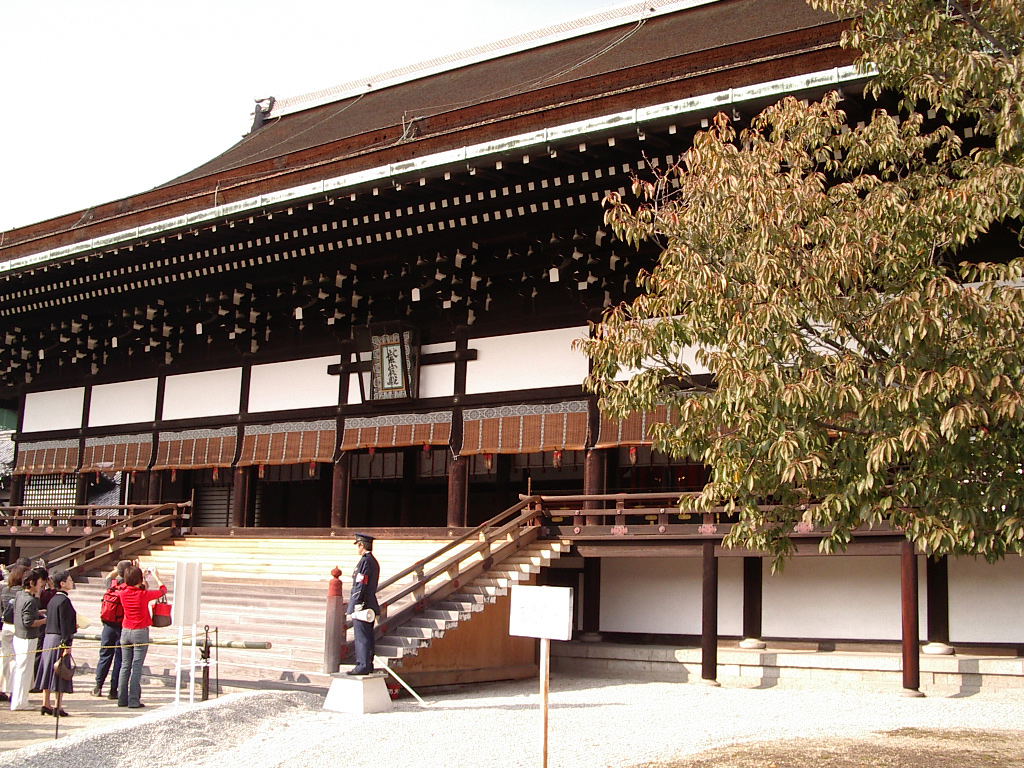
O Shishinden, pavilhão principal onde se encontrava o trono.

Nos jardins do palácio encontram-se vários edifícios, juntamente com a Residência Imperial, ou dairi (内裏). O edifício vizinho para norte é o sentou (仙洞), ou residência do Imperador retirado, e atrás deste, ao longo da Avenida Imadegawa, situa-se a Universidade Doshisha. A Agência da Casa Imperial mantém os edifícios e os jardins. Também organizam visitas públicas, requerendo para isso passaporte ou Cartão de Registo de Estrangeiros, avisando com vinte minutos de antecedência a permissão de entrada de visitantes estrangeiros no Palácio Imperial
Entre os principais edifícios existentes nos Jardins do Palácio incluem-se, entre outros pavilhões, o Shishinden (紫宸殿, Galeria para Cerimónias de Estado), o Seiryōden (清涼殿, 'fresca, galeria refrescante'), o Kogosho (小御所, Sala da Corte), o Ogakumonsho (御学問所, Estúdio Imperial ou Biblioteca), além de várias residências para a Imperatriz, aristocratas de alta linhagem e oficiais do governo.
O portão principal, situado na parte frontal (sul) do palácio, possui um telhado em madeira de cipreste, o qual é suportado por quatro pilares. Este portão deve ter sido utilizado nas raras ocasiões em que o Imperador recebeu um diplomata ou dignitário estrangeiro, assim como para outras importantes cerimónias de Estado. Para os lados, situa-se uma cerca que separa as áreas internas dos terrenos gerais do palácio. Logo depois deste portão principal ergue-se um segundo portão, pintado em vermelhão e coberto por telhas, o qual conduz ao Shishinden, a Galeria das Cerimónias de Estado. O Shishinden era usado para importantes cerimónias, tais como a coroação de um Imperador ou a instalação de um Príncipe Real. Tem umas dimensões de 33 por 23 metros, e apresenta um estilo arquitectónico tradicional, com empenas no telhado. De cada lado da escadaria principal foram plantadas árvores que se tornariam muito famosas e sagradas, uma cerejeira (sakura) no lado esquerdo (este), e uma laranjeira (tachibana) no lado direito (oeste).

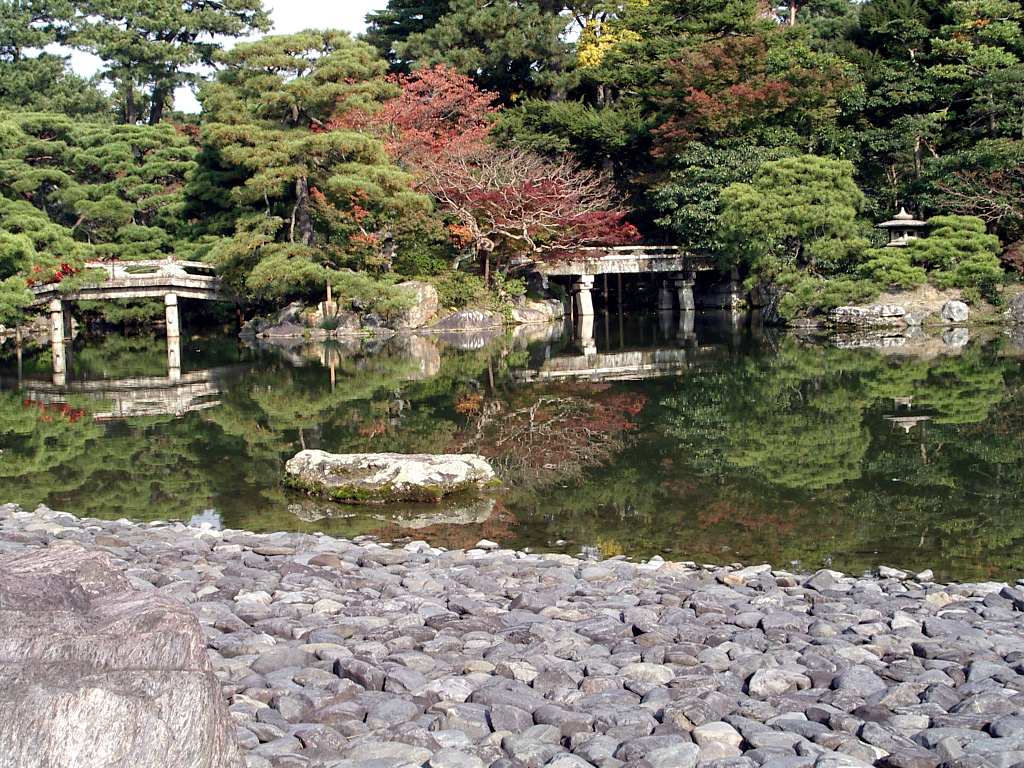
Oike-niwa (御池庭), jardim e lago.

O centro do Shishinden é rodeado por um hisashi (庇), um longo e delgado corredor que rodeia a ala principal de uma casa aristocrática, na tradicional arquitectura Heian. Dentro deste pavilão fica um largo espaço aberto, atravessado por secções, as quais conduzem à central sala do trono. O próprio trono, chamado takamikura (高御座), situa-se num baldaquino octogonal, cinco metros acima do pavimento, podendo ser separado do resto da sala por uma cortina. A porta deslizante que escondia o Imperador das vistas é chamada de kenjou no shouji (賢聖障子), e possui uma imagem de 32 santos chineses pintada sobre si, o que a torna num dos primeiros modelos entre a pintura do Período Heian.
O Seiryōden situa-se a oeste do Shishinden, ficando virado a este. Este também possui empenas no telhado e era constituído inicialmente por madeira de cipreste. Originalmente um lugar onde o Imperador podia conduzir os seus próprios assuntos pessoais, o Seiryouden foi mais tarde usado, igualmente, para várias reuniões e encontros. No centro fica uma área onde o Imperador podia descansar, e no lado este da galeria foi disposta uma zona com dois tatami para os dignitários e aristocratas se sentarem. Era nesta última área que o Imperador podia conduzir os assuntos formais. No lado norte da galeria ficava uma área fechada onde o Imperador podia dormir à noite; mais tarde, os Imperadores começaram a usar a residência oficial. O lado oeste foi organizado para os pequenos-almoços do Imperador, contendo também os lavatórios, enquanto o lado sul foi usado para conservar os Arquivos Imperiais. Esta área contém pinturas de mestres da Escola de Tosa, e logo do lado de fora foram plantados vários bambus raros.
O Portão Suzaku-mon fica próximo da Estação Nijo dos Caminhos de Ferro Japoneses.